# Bernd Ernst

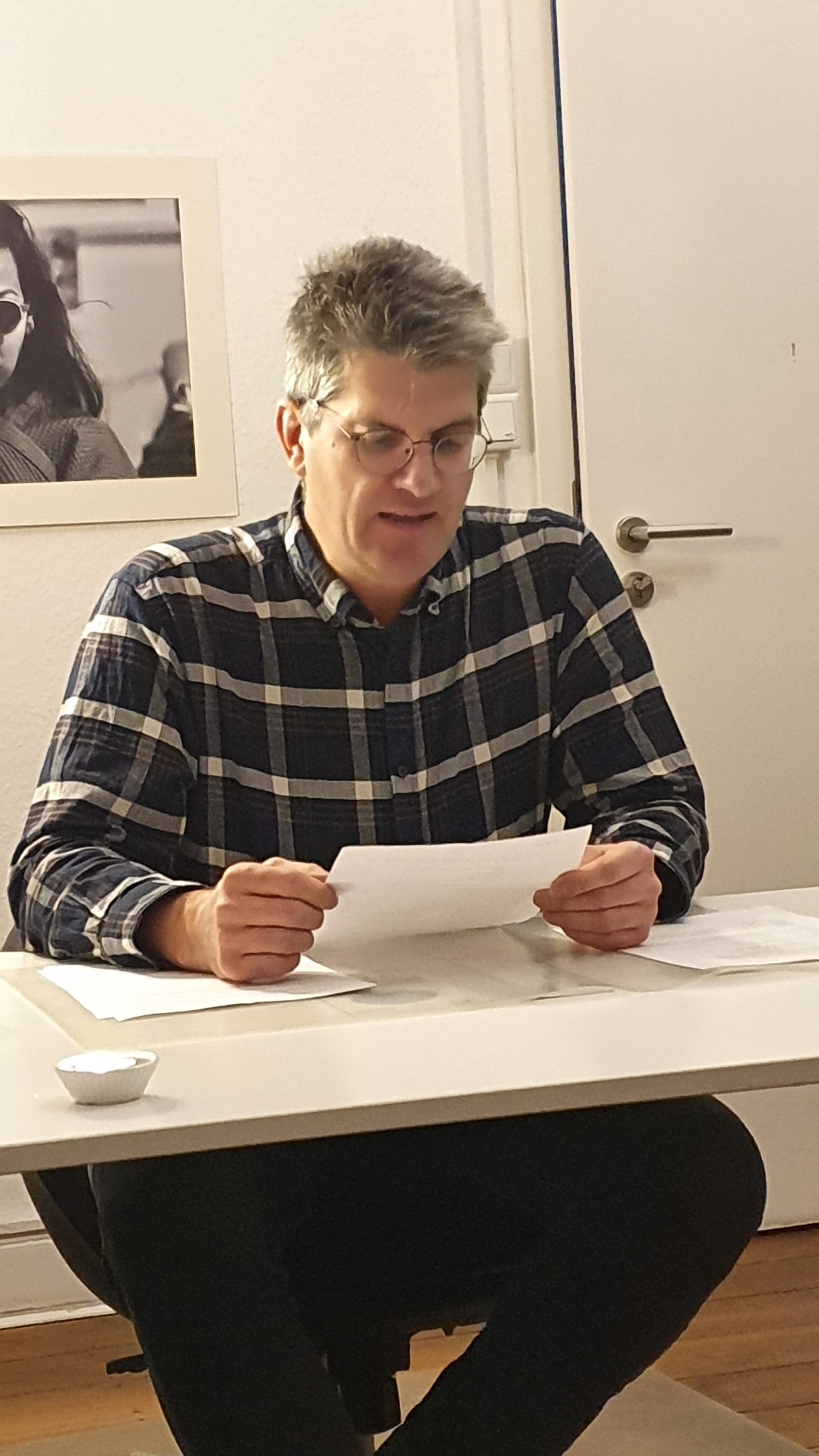
Bernd Ernst (2022)

Bernd Ernst (* 1969 in Pirmasens) ist ein deutscher Schriftsteller, der vorwiegend Lyrik und Kurzgeschichten verfasst.

## Leben
Ernst wuchs in Trulben bei Pirmasens auf und besuchte das Hugo-Ball-Gymnasium in Pirmasens. Nach der Schulzeit absolvierte er eine Ausbildung zum Groß- und Außenhandelskaufmann. Bernd Ernst ist verheiratet und hat vier Kinder. Er lebt und arbeitet in Pirmasens als Vertriebskaufmann. 2010 erschien bei periplaneta sein erster Lyrikband Fenster mit Stadtrand, 2012 der zweite Eckbälle ins Nichts. Im Oktober 2013 veröffentlichte periplaneta die Kurzgeschichtensammlung Vollpension mit Therapie.
Bernd Ernst ist Mitglied im Literarischen Verein der Pfalz und in der Autorengruppe Pirmasens.

### Werke
- Fenster mit Stadtrand, Periplaneta, Berlin 2010, Edition Reimzwang, ISBN 978-3-940767-38-7 (mit Illustrationen von Sieglinde Kaltwasser)
- Eckbälle ins Nichts, Periplaneta, Berlin September 2012, Edition Reimzwang, ISBN 978-3-940767-96-7 (mit Illustrationen von Hans-Jürgen Henner)
- Vollpension mit Therapie: Erzählungen, Periplaneta, Berlin Oktober 2013, ISBN 978-3-943876-69-7
- Die Jukebox des Teufels / Rock 'n' Rollgeschichten, Mystic Verlag, Pirmasens 2019, ISBN 978-3947721344